# Nussknackermuseum
Das Nussknackermuseum ist ein Museum in Neuhausen/Erzgeb. Es bezeichnet sich selbst „als erstes Nussknackermuseum Europas“.

## Geschichte und Beschreibung
Das privat betriebene und privat finanzierte Museum im Erzgebirge ging aus Sammlungen der Bewohner des Ortes hervor. Die offizielle Eintragung als Museum erfolgte im Jahr 1993. In diesem Jahr entstand der damals größte Nussknacker der Welt mit einer Höhe von 3,86 m und einem Eintrag ins Guinness-Buch der Rekorde im Jahr 1994. Inzwischen (2024) steht dieses handgeschnitzte Modell im Inneren des Museums. Für die Schnitzer und Schreiner war es zugleich eine Herausforderung, einen noch größeren Kerl anzufertigen. So entstand der nunmehr weltweit größte funktionsfähige Nussknacker Ritter Borso von Riesenburg mit 10,10 m Höhe und einem Gewicht von mehr als drei Tonnen, der am 9. August 2008 feierlich eingeweiht wurde. 2008 galt die Sammlung auch als Größte Nussknackersammlung der Welt mit 4334 verschiedenen Exemplaren. Im Jahr 2010 wurde nun Borso in das Guinness-Buch der Rekorde eingetragen; er erhielt einen Platz an der Fassade neben dem Museumseingang, für seine Aufstellung musste der Gemeinderat eine Sondergenehmigung erteilen. Zusammen mit einem auch hier angebrachten Riesenstuhl mit einer Höhe von 3,83 m hoch und einer Sitzfläche von 3,60 m², der ein vergrößerter Nachbau eines hier früher gefertigten Stuhlmodells ist und darauf verweist darauf, dass das Bauwerk als Stuhlfabrik Ende des 19. Jahrhunderts erbaut wurde, sind die genannten Großexponate inzwischen zu einem Wahrzeichen für den kleinen Ort geworden.
Zur Sammlung zählen in den 2020er-Jahren über 5000 Nussknacker aus 30 Ländern. Zusätzlich werden auch andere Objekte im Museum gezeigt, darunter Spieldosen sowie handgeschnitzte Wildtiere. Zusätzlich finden die Besucher im inneren Eingangsbereich zum Stuhlmuseum (Technisches Museum, technischer Bereich) auch die weltgrößte Spieldose. 
In der Sendung Kaum zu glauben! mit dem Moderater Kai Pflaume und seinem Rateteam Bernhard Hoëcker, Hubertus Meyer-Burckhardt, Stephanie Stumph und Wincent Weiss vom 7. Dezember 2024 wurde der Besitzer des Museums, Uwe Löschner, vorgestellt. Im Zuge der Auflösung des Quiz’ waren etliche Sammelobjekte zu sehen einschließlich des weltgrößten hölzernen und funktionierenden Nussknackers vor dem Haus (siehe Bild). Ebenfalls gezeigt wurde der kleinste Nussknacker, den der Schnitzer Günter Götz aus Giengen an der Brenz aus einem Zahnstocher eigens angefertigt hatte. Er ist 4,9 mm groß und funktionsfähig und kann mit Hilfe einer darüber installierten Lupe betrachtet werden.